# 부다페스트 서역

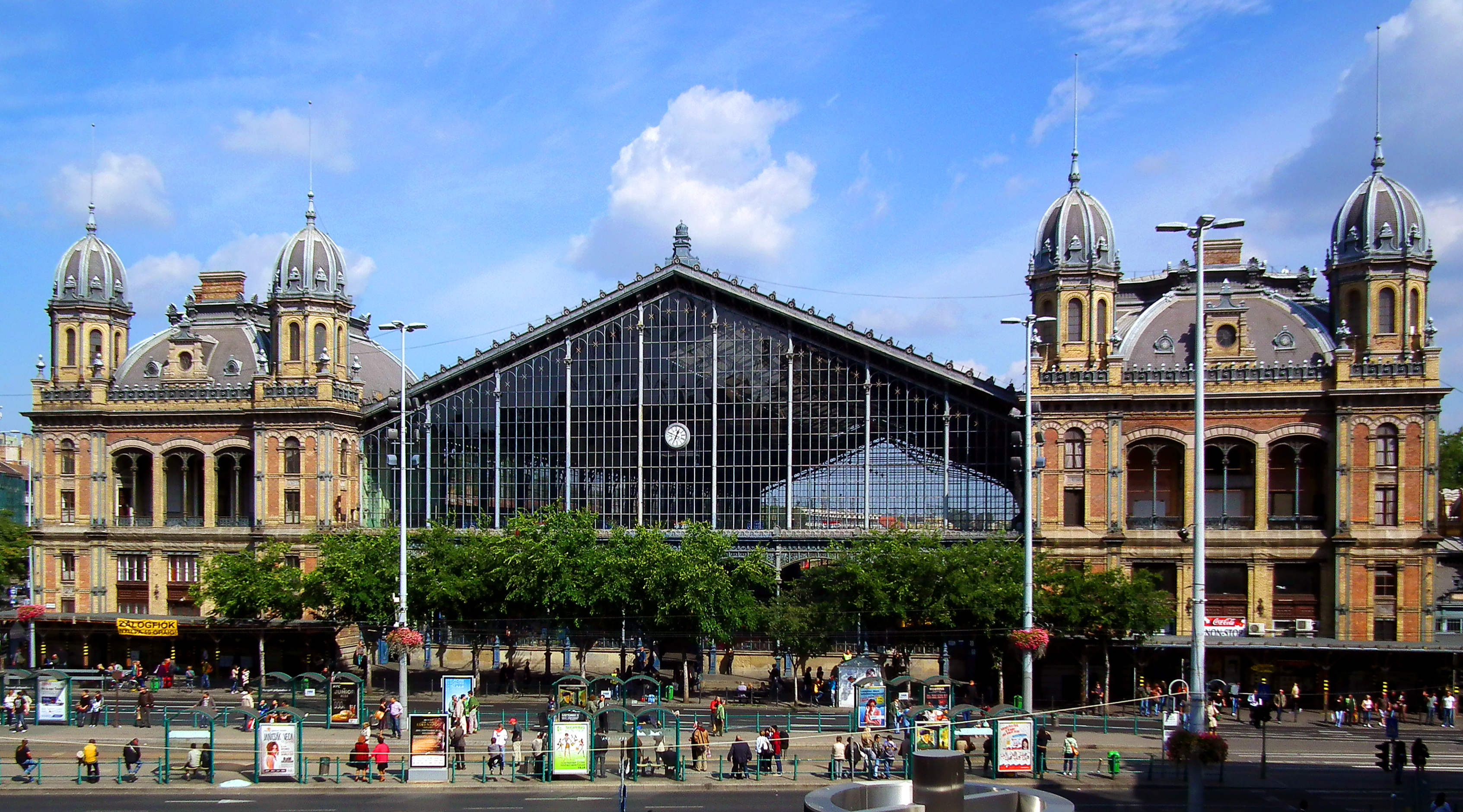
부다페스트 뉴가티역

부다페스트 뉴가티역(헝가리어: Nyugati pályaudvar) 또는 부다페스트 서역은 헝가리 부다페스트에 있는 철도역이다. 부다페스트의 세 개의 주요 철도역 중 하나다. 이 역은 부다페스트 페슈트 쪽에 있으며, 노면전차 4호선과 6호선, M3 지하철 노선으로 갈 수 있다.
17개 선로를 운행하는 9개 플랫폼이 있다. 기차역 아래에 지하철역이 있으며 버스와 트램은 거리에서 접근할 수 있다.
역은 오귀스트 드 세레스가 설계했고 에펠이 건설했다. 1877년 10월 28일에 개업했다. 헝가리 최초의 철도 노선인 페슈트-바츠 노선(1846년 건설)의 종착역이었던 다른 역을 대체했다.
터미널 옆과 개방 구역 위에 부분적으로 웨스트엔드 시티 센터 쇼핑몰이 있다. 역 안에는 세계에서 "가장 우아한" 맥도날드로 묘사되는 매장이 있다.